# Lada Neoklassik
Der Lada Neoklassik (VAZ-2151) wurde 2002 auf der Basis des Lada-Nova-Kombi mit 200 mm längerem Radstand und einer 60 mm breiteren Karosserie vorgestellt. Das Kofferraumvolumen betrug 500 Liter. Das Konzeptfahrzeug sollte die AwtoWAS-Modellreihen VAZ-2105, VAZ-2104 und VAZ-2107 (im Export Lada Nova) ersetzen, ging aber nie in Serie.